# Марія Крістіна Бурбон-Сицилійська (1877—1947)
Марія Крістіна Бурбон-Сицилійська (італ. Maria Cristina di Borbone-Due Sicilie), повне ім'я  Марія Крістіна Кароліна Пія Кармела Джузеппа Антонія Анна Луїтгарда Сперанца Лючія Катерина Аполлонія Сесилія Агата ді Бурбон, принцеса Двох Сицилій (італ. Maria Cristina Carolina Pia Carmela Giuseppa Antonia Anna Luitgarda Speranza Lucia Caterina Apollonia Cecilia Agata di Borbone, principessa delle Due Sicilie), ( 10 квітня 1877 —  4 жовтня 1947) — сицилійська принцеса з династії Бурбонів, донька принца Альфонсо та принцеси Антонієтти Бурбон-Сицилійських, дружина титулярного великого герцога Тоскани Петера Фердинанда Габсбурга.

## Біографія
Народилась 10 квітня 1877 року у Каннах в часи президента Патріса де Мак-Магона. Була п'ятою дитиною та другою донькою в родині принца Альфонсо Бурбон-Сицилійського, який носив титул графа Казертського, та його дружини Антонієтти. Мала старшу сестру Марію Іммакулату і братів Фердинанда Пія та Карлоса. Ще один брат помер до її народження. Згодом родина поповнилася сімома молодшими дітьми.
У віці 23 років взяла шлюб із 26-річним ерцгерцогом Австрійським Петером Фердинандом, який, окрім іншого, носив титул принца Тосканського, оскільки був сином великого герцога Тоскани Фердинанда IV. Весілля відбулося 8 листопада 1900 у Каннах. Оселилися молодята у Лінці, а у 1907 році переїхали до Відня. У них народилося четверо дітей.
Після Першої світової війни сімейство було змушене залишити Австрію та виїхало до Швейцарії, де жило в Люцерні. У 1921 році, після морганатичного шлюбу старшого брата, Петер Фердинанд став титулярним великим герцогом Тоскани, а Марія Крістіна — великою герцогинею-консортом.
У середині 1930-х повернулися до Австрії із приходом до влади Курта Шушніга.
Марія Крістіна померла 4 жовтня 1947 року у Санкт-Гільгені. Була похована на місцевому цвинтарі.

## Родина
Чоловік — Петер Фердинанд Австрійський
Діти:
- Готтфрід (1902—1984) — наступний титулярний герцог Тоскани у 1948—1984 роках, був одружений із баварською принцесою Доротеєю, мав четверо дітей;
- Єлена (1903—1924) — дружина принца Вюртемберзького Філіпа Альбрехта, мала єдину доньку;
- Георг (1905—1952) — був одружений із графинею Марією Валерією Вальдберзькою, мав дев'ятеро дітей;
- Роза (1906—1983) — дружина титулярного короля Вюртембергу Філіпа Альбрехта, мала шестеро дітей.

## Нагороди
- Благородний орден Зоряного хреста (Австро-Угорщина);
- Орден Святої Єлизавети (Баварське королівство).

## Титули
- 10 квітня 1877—8 листопада 1900 — Її Королівська Високість Марія Крістіна де Бурбон, Принцеса Обох Сицилій;
- 8 листопада 1900—2 травня 1921 — Її Імператорська та Королівська Високість Ерцгерцогиня Петер Фердинанд Австрійський, Принцеса Тоскани, Принцеса Обох Сицилій;
- 2 травня 1921—4 жовтня 1947 — Її Імператорська та Королівська Високість Велика Герцогиня Тоскана, Принцеса Обох Сицилій.